# Hallur Hansson
Hallur Hansson (Tórshavn, 8 luglio 1992) è un calciatore faroese, centrocampista del KÍ Klaksvík.

## Statistiche

### Cronologia presenze e reti in nazionale
| Cronologia completa delle presenze e delle reti in nazionale ― Fær Øer | Cronologia completa delle presenze e delle reti in nazionale ― Fær Øer | Cronologia completa delle presenze e delle reti in nazionale ― Fær Øer | Cronologia completa delle presenze e delle reti in nazionale ― Fær Øer | Cronologia completa delle presenze e delle reti in nazionale ― Fær Øer | Cronologia completa delle presenze e delle reti in nazionale ― Fær Øer | Cronologia completa delle presenze e delle reti in nazionale ― Fær Øer | Cronologia completa delle presenze e delle reti in nazionale ― Fær Øer |
| Data                                                                   | Città                                                                  | In casa                                                                | Risultato                                                              | Ospiti                                                                 | Competizione                                                           | Reti                                                                   | Note                                                                   |
| ---------------------------------------------------------------------- | ---------------------------------------------------------------------- | ---------------------------------------------------------------------- | ---------------------------------------------------------------------- | ---------------------------------------------------------------------- | ---------------------------------------------------------------------- | ---------------------------------------------------------------------- | ---------------------------------------------------------------------- |
| 15-8-2012                                                              | Reykjavík                                                              | Islanda                                                                | 2 – 0                                                                  | Fær Øer                                                                | Amichevole                                                             | -                                                                      |                                                                        |
| 7-9-2012                                                               | Hannover                                                               | Germania                                                               | 3 – 0                                                                  | Fær Øer                                                                | Qual. Mondiali 2014                                                    | -                                                                      |                                                                        |
| 12-10-2012                                                             | Tórshavn                                                               | Fær Øer                                                                | 1 – 2                                                                  | Svezia                                                                 | Qual. Mondiali 2014                                                    | -                                                                      | 79’ 83’                                                                |
| 16-10-2012                                                             | Tórshavn                                                               | Fær Øer                                                                | 1 – 4                                                                  | Irlanda                                                                | Qual. Mondiali 2014                                                    | -                                                                      |                                                                        |
| 22-3-2013                                                              | Vienna                                                                 | Austria                                                                | 6 – 0                                                                  | Fær Øer                                                                | Qual. Mondiali 2014                                                    | -                                                                      | 40’                                                                    |
| 11-6-2013                                                              | Solna                                                                  | Svezia                                                                 | 2 – 0                                                                  | Fær Øer                                                                | Qual. Mondiali 2014                                                    | -                                                                      | cap. 87’                                                               |
| 14-8-2013                                                              | Reykjavík                                                              | Islanda                                                                | 1 – 0                                                                  | Fær Øer                                                                | Amichevole                                                             | -                                                                      |                                                                        |
| 6-9-2013                                                               | Astana                                                                 | Kazakistan                                                             | 2 – 1                                                                  | Fær Øer                                                                | Qual. Mondiali 2014                                                    | -                                                                      | 51’ 80’                                                                |
| 10-9-2013                                                              | Tórshavn                                                               | Fær Øer                                                                | 0 – 3                                                                  | Germania                                                               | Qual. Mondiali 2014                                                    | -                                                                      | 76’                                                                    |
| 11-10-2013                                                             | Tórshavn                                                               | Fær Øer                                                                | 1 – 1                                                                  | Kazakistan                                                             | Qual. Mondiali 2014                                                    | 1                                                                      |                                                                        |
| 15-10-2013                                                             | Tórshavn                                                               | Fær Øer                                                                | 0 – 3                                                                  | Austria                                                                | Qual. Mondiali 2014                                                    | -                                                                      | 45+1’                                                                  |
| 19-11-2013                                                             | Ta' Qali                                                               | Malta                                                                  | 3 – 2                                                                  | Fær Øer                                                                | Amichevole                                                             | 1                                                                      |                                                                        |
| 1-3-2014                                                               | Gibilterra                                                             | Gibilterra                                                             | 1 – 4                                                                  | Fær Øer                                                                | Amichevole                                                             | 1                                                                      | 76’                                                                    |
| 7-9-2014                                                               | Tórshavn                                                               | Fær Øer                                                                | 1 – 3                                                                  | Finlandia                                                              | Qual. Euro 2016                                                        | -                                                                      | 49’                                                                    |
| 11-10-2014                                                             | Belfast                                                                | Irlanda del Nord                                                       | 2 – 0                                                                  | Fær Øer                                                                | Qual. Euro 2016                                                        | -                                                                      |                                                                        |
| 14-10-2014                                                             | Tórshavn                                                               | Fær Øer                                                                | 0 – 1                                                                  | Ungheria                                                               | Qual. Euro 2016                                                        | -                                                                      | 32’                                                                    |
| 14-11-2014                                                             | Il Pireo                                                               | Grecia                                                                 | 0 – 1                                                                  | Fær Øer                                                                | Qual. Euro 2016                                                        | -                                                                      | 49’                                                                    |
| 13-6-2015                                                              | Tórshavn                                                               | Fær Øer                                                                | 2 – 1                                                                  | Grecia                                                                 | Qual. Euro 2016                                                        | 1                                                                      |                                                                        |
| 4-9-2015                                                               | Tórshavn                                                               | Fær Øer                                                                | 1 – 3                                                                  | Irlanda del Nord                                                       | Qual. Euro 2016                                                        | -                                                                      | 70’                                                                    |
| 7-9-2015                                                               | Helsinki                                                               | Finlandia                                                              | 1 – 0                                                                  | Fær Øer                                                                | Qual. Euro 2016                                                        | -                                                                      | 65’                                                                    |
| 11-10-2015                                                             | Tórshavn                                                               | Fær Øer                                                                | 0 – 3                                                                  | Romania                                                                | Qual. Euro 2016                                                        | -                                                                      | 71’                                                                    |
| 28-3-2016                                                              | Marbella                                                               | Liechtenstein                                                          | 2 – 3                                                                  | Fær Øer                                                                | Amichevole                                                             | -                                                                      | 26’                                                                    |
| 3-6-2016                                                               | Francoforte sul Meno                                                   | Kosovo                                                                 | 2 – 0                                                                  | Fær Øer                                                                | Amichevole                                                             | -                                                                      | 36’                                                                    |
| 6-9-2016                                                               | Tórshavn                                                               | Fær Øer                                                                | 0 – 0                                                                  | Ungheria                                                               | Qual. Mondiali 2018                                                    | -                                                                      | 90+2’                                                                  |
| 7-10-2016                                                              | Riga                                                                   | Lettonia                                                               | 0 – 2                                                                  | Fær Øer                                                                | Qual. Mondiali 2018                                                    | -                                                                      |                                                                        |
| 10-10-2016                                                             | Tórshavn                                                               | Fær Øer                                                                | 0 – 6                                                                  | Portogallo                                                             | Qual. Mondiali 2018                                                    | -                                                                      |                                                                        |
| 13-11-2016                                                             | Lucerna                                                                | Svizzera                                                               | 2 – 0                                                                  | Fær Øer                                                                | Qual. Mondiali 2018                                                    | -                                                                      |                                                                        |
| 25-3-2017                                                              | Andorra la Vella                                                       | Andorra                                                                | 0 – 0                                                                  | Fær Øer                                                                | Qual. Mondiali 2018                                                    | -                                                                      |                                                                        |
| 9-6-2017                                                               | Tórshavn                                                               | Fær Øer                                                                | 0 – 2                                                                  | Svizzera                                                               | Qual. Mondiali 2018                                                    | -                                                                      | 66’                                                                    |
| 7-10-2017                                                              | Tórshavn                                                               | Fær Øer                                                                | 0 – 0                                                                  | Lettonia                                                               | Qual. Mondiali 2018                                                    | -                                                                      | 65’                                                                    |
| 10-10-2017                                                             | Budapest                                                               | Ungheria                                                               | 1 – 0                                                                  | Fær Øer                                                                | Qual. Mondiali 2018                                                    | -                                                                      | 66’                                                                    |
| 22-3-2018                                                              | Marbella                                                               | Fær Øer                                                                | 1 – 1                                                                  | Lettonia                                                               | Amichevole                                                             | -                                                                      |                                                                        |
| 25-3-2018                                                              | Marbella                                                               | Fær Øer                                                                | 3 – 0                                                                  | Liechtenstein                                                          | Amichevole                                                             | -                                                                      | 46’                                                                    |
| 7-9-2018                                                               | Tórshavn                                                               | Fær Øer                                                                | 3 – 1                                                                  | Malta                                                                  | UEFA Nations League 2018-2019 - 1º turno                               | 1                                                                      |                                                                        |
| 10-9-2018                                                              | Pristina                                                               | Kosovo                                                                 | 2 – 0                                                                  | Fær Øer                                                                | UEFA Nations League 2018-2019 - 1º turno                               | -                                                                      |                                                                        |
| 11-10-2018                                                             | Tórshavn                                                               | Fær Øer                                                                | 0 – 3                                                                  | Azerbaigian                                                            | UEFA Nations League 2018-2019 - 1º turno                               | -                                                                      | 41’ 78’                                                                |
| 14-10-2018                                                             | Tórshavn                                                               | Fær Øer                                                                | 1 – 1                                                                  | Kosovo                                                                 | UEFA Nations League 2018-2019 - 1º turno                               | -                                                                      |                                                                        |
| 17-11-2018                                                             | Baku                                                                   | Azerbaigian                                                            | 2 – 0                                                                  | Kosovo                                                                 | UEFA Nations League 2018-2019 - 1º turno                               | -                                                                      |                                                                        |
| 20-11-2018                                                             | Ta' Qali                                                               | Malta                                                                  | 1 – 1                                                                  | Fær Øer                                                                | UEFA Nations League 2018-2019 - 1º turno                               | -                                                                      | 86’                                                                    |
| 23-3-2019                                                              | Ta' Qali                                                               | Malta                                                                  | 2 – 1                                                                  | Fær Øer                                                                | Qual. Euro 2020                                                        | -                                                                      | 90+9’                                                                  |
| 26-3-2019                                                              | Bucarest                                                               | Romania                                                                | 4 – 1                                                                  | Fær Øer                                                                | Qual. Euro 2020                                                        | -                                                                      | 77’                                                                    |
| 7-6-2019                                                               | Tórshavn                                                               | Fær Øer                                                                | 1 – 4                                                                  | Spagna                                                                 | Qual. Euro 2020                                                        | -                                                                      |                                                                        |
| 10-6-2019                                                              | Tórshavn                                                               | Fær Øer                                                                | 0 – 2                                                                  | Norvegia                                                               | Qual. Euro 2020                                                        | -                                                                      |                                                                        |
| 5-9-2019                                                               | Tórshavn                                                               | Fær Øer                                                                | 0 – 4                                                                  | Svezia                                                                 | Qual. Euro 2020                                                        | -                                                                      |                                                                        |
| 8-9-2019                                                               | Gijón                                                                  | Spagna                                                                 | 4 – 0                                                                  | Fær Øer                                                                | Qual. Euro 2020                                                        | -                                                                      |                                                                        |
| 12-10-2019                                                             | Tórshavn                                                               | Fær Øer                                                                | 0 – 3                                                                  | Romania                                                                | Qual. Euro 2020                                                        | -                                                                      | 47’                                                                    |
| 15-10-2019                                                             | Tórshavn                                                               | Fær Øer                                                                | 1 – 0                                                                  | Malta                                                                  | Qual. Euro 2020                                                        | -                                                                      |                                                                        |
| 3-9-2020                                                               | Tórshavn                                                               | Fær Øer                                                                | 3 – 2                                                                  | Malta                                                                  | UEFA Nations League 2020-2021 - 1º turno                               | -                                                                      | cap.                                                                   |
| 6-9-2020                                                               | Andorra La Vella                                                       | Andorra                                                                | 0 – 1                                                                  | Fær Øer                                                                | UEFA Nations League 2020-2021 - 1º turno                               | -                                                                      | cap. 61’                                                               |
| 7-10-2020                                                              | Herning                                                                | Danimarca                                                              | 4 – 0                                                                  | Fær Øer                                                                | Amichevole                                                             | -                                                                      | cap. 74’ 83’                                                           |
| 10-10-2020                                                             | Tórshavn                                                               | Fær Øer                                                                | 1 – 1                                                                  | Lettonia                                                               | UEFA Nations League 2020-2021 - 1º turno                               | -                                                                      | cap.                                                                   |
| 13-10-2020                                                             | Tórshavn                                                               | Fær Øer                                                                | 2 – 0                                                                  | Andorra                                                                | UEFA Nations League 2020-2021 - 1º turno                               | -                                                                      | cap. 10’                                                               |
| 11-11-2020                                                             | Vilnius                                                                | Lituania                                                               | 2 – 1                                                                  | Fær Øer                                                                | Amichevole                                                             | -                                                                      | 61’                                                                    |
| 17-11-2020                                                             | Ta' Qali                                                               | Malta                                                                  | 1 – 1                                                                  | Fær Øer                                                                | UEFA Nations League 2020-2021 - 1º turno                               | -                                                                      | cap. 80’ 87’                                                           |
| 25-3-2021                                                              | Chișinău                                                               | Moldavia                                                               | 1 – 1                                                                  | Fær Øer                                                                | Qual. Mondiali 2022                                                    | -                                                                      | cap. 18’ 69’                                                           |
| 28-3-2021                                                              | Vienna                                                                 | Austria                                                                | 3 – 1                                                                  | Fær Øer                                                                | Qual. Mondiali 2022                                                    | -                                                                      | cap. 80’                                                               |
| 31-3-2021                                                              | Glasgow                                                                | Scozia                                                                 | 4 – 0                                                                  | Fær Øer                                                                | Qual. Mondiali 2022                                                    | -                                                                      | cap.                                                                   |
| 4-6-2021                                                               | Tórshavn                                                               | Fær Øer                                                                | 0 – 1                                                                  | Islanda                                                                | Amichevole                                                             | -                                                                      | cap. 45+1’                                                             |
| 7-6-2021                                                               | Tórshavn                                                               | Fær Øer                                                                | 5 – 1                                                                  | Liechtenstein                                                          | Amichevole                                                             | -                                                                      | 46’                                                                    |
| 1-9-2021                                                               | Tórshavn                                                               | Fær Øer                                                                | 0 – 4                                                                  | Israele                                                                | Qual. Mondiali 2022                                                    | -                                                                      | 64’                                                                    |
| 4-9-2021                                                               | Tórshavn                                                               | Fær Øer                                                                | 0 – 1                                                                  | Danimarca                                                              | Qual. Mondiali 2022                                                    | -                                                                      | Cap.                                                                   |
| 7-9-2021                                                               | Tórshavn                                                               | Fær Øer                                                                | 2 – 1                                                                  | Moldavia                                                               | Qual. Mondiali 2022                                                    | -                                                                      | Cap.                                                                   |
| 9-10-2021                                                              | Tórshavn                                                               | Fær Øer                                                                | 0 – 2                                                                  | Austria                                                                | Qual. Mondiali 2022                                                    | -                                                                      | Cap.                                                                   |
| 12-10-2021                                                             | Tórshavn                                                               | Fær Øer                                                                | 0 – 1                                                                  | Scozia                                                                 | Qual. Mondiali 2022                                                    | -                                                                      | cap. 90+1’                                                             |
| 12-11-2021                                                             | Copenaghen                                                             | Danimarca                                                              | 3 – 1                                                                  | Fær Øer                                                                | Qual. Mondiali 2022                                                    | -                                                                      | cap.                                                                   |
| 15-11-2021                                                             | Netanya                                                                | Israele                                                                | 3 – 2                                                                  | Fær Øer                                                                | Qual. Mondiali 2022                                                    | -                                                                      | cap. 52’                                                               |
| 26-3-2022                                                              | Gibilterra                                                             | Gibilterra                                                             | 0 – 0                                                                  | Fær Øer                                                                | Amichevole                                                             | -                                                                      | cap.                                                                   |
| 29-3-2022                                                              | San Pedro del Pinatar                                                  | Fær Øer                                                                | 1 – 0                                                                  | Liechtenstein                                                          | Amichevole                                                             | -                                                                      | cap.                                                                   |
| 4-6-2022                                                               | Istanbul                                                               | Turchia                                                                | 4 – 0                                                                  | Fær Øer                                                                | UEFA Nations League 2022-2023 - 1º turno                               | -                                                                      | cap. 45+2’ 86’                                                         |
| 7-6-2022                                                               | Tórshavn                                                               | Fær Øer                                                                | 0 – 1                                                                  | Lussemburgo                                                            | UEFA Nations League 2022-2023 - 1º turno                               | -                                                                      | cap. 77’                                                               |
| 11-6-2022                                                              | Tórshavn                                                               | Fær Øer                                                                | 2 – 1                                                                  | Lituania                                                               | UEFA Nations League 2022-2023 - 1º turno                               | -                                                                      | 66’                                                                    |
| 14-6-2022                                                              | Lussemburgo                                                            | Lussemburgo                                                            | 2 – 2                                                                  | Fær Øer                                                                | UEFA Nations League 2022-2023 - 1º turno                               | -                                                                      | cap.                                                                   |
| 17-11-2024                                                             | Skopje                                                                 | Macedonia del Nord                                                     | 1 – 0                                                                  | Fær Øer                                                                | UEFA Nations League 2024-2025 - 1º turno                               | -                                                                      | cap. 58’                                                               |
| 22-3-2025                                                              | Hradec Králové                                                         | Rep. Ceca                                                              | 2 – 1                                                                  | Fær Øer                                                                | Qual. Mondiali 2026                                                    | -                                                                      | cap. 28’ 64’                                                           |
| 5-6-2025                                                               | Tbilisi                                                                | Georgia                                                                | 1 – 0                                                                  | Fær Øer                                                                | Amichevole                                                             | -                                                                      | 63’                                                                    |
| 9-6-2025                                                               | Tórshavn                                                               | Fær Øer                                                                | 2 – 1                                                                  | Gibilterra                                                             | Qual. Mondiali 2026                                                    | -                                                                      | cap.                                                                   |
| Totale                                                                 |                                                                        | Presenze (6º posto)                                                    | 76                                                                     |                                                                        | Reti                                                                   | 5                                                                      |                                                                        |

| Cronologia completa delle presenze e delle reti in nazionale ― Fær Øer under 21 | Cronologia completa delle presenze e delle reti in nazionale ― Fær Øer under 21 | Cronologia completa delle presenze e delle reti in nazionale ― Fær Øer under 21 | Cronologia completa delle presenze e delle reti in nazionale ― Fær Øer under 21 | Cronologia completa delle presenze e delle reti in nazionale ― Fær Øer under 21 | Cronologia completa delle presenze e delle reti in nazionale ― Fær Øer under 21 | Cronologia completa delle presenze e delle reti in nazionale ― Fær Øer under 21 | Cronologia completa delle presenze e delle reti in nazionale ― Fær Øer under 21 |
| Data                                                                            | Città                                                                           | In casa                                                                         | Risultato                                                                       | Ospiti                                                                          | Competizione                                                                    | Reti                                                                            | Note                                                                            |
| ------------------------------------------------------------------------------- | ------------------------------------------------------------------------------- | ------------------------------------------------------------------------------- | ------------------------------------------------------------------------------- | ------------------------------------------------------------------------------- | ------------------------------------------------------------------------------- | ------------------------------------------------------------------------------- | ------------------------------------------------------------------------------- |
| 5-9-2009                                                                        | Tórshavn                                                                        | Fær Øer under 21                                                                | 1 – 1                                                                           | Moldavia under 21                                                               | Qual. Europeo Under-21 2011                                                     | -                                                                               |                                                                                 |
| 9-9-2009                                                                        | Tórshavn                                                                        | Fær Øer under 21                                                                | 1 – 3                                                                           | Lettonia under 21                                                               | Qual. Europeo Under-21 2011                                                     | -                                                                               |                                                                                 |
| 18-11-2009                                                                      | Riga                                                                            | Lettonia under 21                                                               | 0 – 1                                                                           | Fær Øer under 21                                                                | Qual. Europeo Under-21 2011                                                     | -                                                                               |                                                                                 |
| 11-8-2010                                                                       | Tórshavn                                                                        | Fær Øer under 21                                                                | 3 – 1                                                                           | Andorra under 21                                                                | Qual. Europeo Under-21 2011                                                     | -                                                                               |                                                                                 |
| 4-9-2010                                                                        | Chișinău                                                                        | Moldavia under 21                                                               | 1 – 0                                                                           | Fær Øer under 21                                                                | Qual. Europeo Under-21 2011                                                     | -                                                                               |                                                                                 |
| 10-8-2011                                                                       | Belfast                                                                         | Irlanda del Nord under 21                                                       | 4 – 0                                                                           | Fær Øer under 21                                                                | Qual. Europeo Under-21 2013                                                     | -                                                                               |                                                                                 |
| 6-9-2011                                                                        | Užice                                                                           | Serbia under 21                                                                 | 5 – 1                                                                           | Fær Øer under 21                                                                | Qual. Europeo Under-21 2013                                                     | -                                                                               |                                                                                 |
| 7-10-2011                                                                       | Aalborg                                                                         | Danimarca under 21                                                              | 4 – 0                                                                           | Fær Øer under 21                                                                | Qual. Europeo Under-21 2013                                                     | -                                                                               |                                                                                 |
| 1-6-2012                                                                        | Tórshavn                                                                        | Fær Øer under 21                                                                | 1 – 1                                                                           | Macedonia under 21                                                              | Qual. Europeo Under-21 2013                                                     | -                                                                               |                                                                                 |
| 5-6-2012                                                                        | Tórshavn                                                                        | Fær Øer under 21                                                                | 0 – 2                                                                           | Serbia under 21                                                                 | Qual. Europeo Under-21 2013                                                     | -                                                                               |                                                                                 |
| 15-11-2013                                                                      | Sligo                                                                           | Irlanda under 21                                                                | 5 – 2                                                                           | Fær Øer under 21                                                                | Qual. Europeo Under-21 2015                                                     | -                                                                               |                                                                                 |
| Totale                                                                          |                                                                                 | Presenze                                                                        | 11                                                                              |                                                                                 | Reti                                                                            | 0                                                                               |                                                                                 |